# 梁楚琪
梁楚琪（英語：Rainn Leung，1988年6月29日—），是加拿大藝人。

## 個人經歷
梁楚琪從十三歲開始，她便參與攝製香港教育電視、香港電台等媒體的電視節目並涉足電影拍攝，從此梁楚琪便活躍於舞台。移居加拿大之後，從中學合唱團到每年數十場的各類型演出，如萬錦市音樂節，列治文山加拿大國慶盛典，多倫多街頭美食節 TASTE OF ASIA 都有參與。
她一直喜愛電台工作，從2008年開始，她先後在多倫多不同的中文電台主持娛樂及傾談節目。早期代表作品有在加拿大中文電台（am1430時期）的《陽光早晨》及《勁爆娛樂》。
- 2008年，獲加拿大中文電台CIRV之超級新星全能藝人選拔賽冠軍，多倫多華人保齡總會SICK KIDS FOUNDATION GRADED DIVISION 冠軍，多倫多華人保齡總會 - 發財盃乙組冠軍，加拿大 MIXED CHAMPIONSHIPS雙人組冠軍；
- 2014年，贏得珍妮美容集團[2]年度化妝比賽最佳模特兒殊榮，並奪得加拿大A1中文電台勞力士表專賣店La Différence 大偉錶行[3]之“都市巨聲2014”歌唱比賽全場總冠軍[4]；
- 2015年，她還嘗試踏足舞台劇領域，飾演知名舞台劇《日出》[5]中陳白露一角，於多倫多公演；
- 2015年，《娛樂MEGA鮮》節目主持；
- 2017年，與“小瑜”黃穎瑜一同擔任《十三點半》節目主持[6]；
- 2019年，主持全新音樂節目《音樂SING琪天》[7][8]。
- 2021年，創辦網上頻道《貓頭Rainn》[9]